# Elvis Sinosic

Elvis Sinosic (Canberra, 13 de fevereiro de 1971) é um  lutador de australiano de artes marciais mistas.

## Biografia
Nascido em Canberra, Elvis Sinosic atualmente reside em Sydney, local onde treina artes marciais mistas com seu companheiro Anthony Perosh. Sinosic possui diversas especialidades, desde Freestyle Wrestling, Tae Kwon Do, Boxing, Jun Fan (Kali, Silat, Thai), Kai Shin Freestyle, Capoeira, Kickboxing, Judô, JB Will Shootfighting e Machado JJB. Sinosic ainda possui faixa preta em Jiu-Jitsu Brasileiro.

## MMA
Elvis é um pioneiro do MMA na Austrália. Ele competiu no primeiro evento esportivo do ramo, a Caged Combat. Ele venceu o primeiro titulo de MMA do país, o Australian Vale Tudo Heavyweight Champion. Também foi o primeiro australiano a competir no World Title (Universal Combat Challenge 1 vs Dave Beneteau).

## Histórico
| Resultado | Cartel | Oponente         | Método                                    | Evento                                        | Data                    | Round | Tempo | Local | Notas                             |
| --------- | ------ | ---------------- | ----------------------------------------- | --------------------------------------------- | ----------------------- | ----- | ----- | ----- | --------------------------------- |
| Derrota   | 8–11–2 | Paul Cahoon      | TKO (socos)                               | Cage Rage 24: Feel the Pain                   | 1 de dezembro de 2007   | 1     | 0:21  |       |                                   |
| Derrota   | 8–10–2 | Michael Bisping  | TKO (socos)                               | UFC 70: Nations Collide                       | 21 de abril de 2007     | 2     | 1:40  |       | Ganhou o Luta da Noite            |
| Vitória   | 8–9–2  | Mark Epstein     | Finalização (chave de braço)              | Cage Rage 19: Fearless                        | 9 de dezembro de 2006   | 1     | 2:37  |       |                                   |
| Vitória   | 7–9–2  | Shamoji Fuji     | Finalização (chave de braço)              | Xplosion                                      | 30 de setembro de 2006  | 1     | 2:40  |       |                                   |
| Derrota   | 6–9–2  | Alessio Sakara   | Decisão (unânime)                         | UFC 57: Liddell vs Couture 3                  | 4 de fevereiro de 2006  | 3     | 5:00  |       |                                   |
| Derrota   | 6–8–2  | Forrest Griffin  | TKO (socos)                               | UFC 55: Fury                                  | 7 de outubro de 2005    | 1     | 3:30  |       |                                   |
| Empate    | 6–7–2  | Daijiro Matsui   | Empate                                    | Pancrase – Spiral 5                           | 10 de julho de 2005     | 2     | 5:00  |       |                                   |
| Vitória   | 6–7–1  | Roberto Traven   | KO (soco)                                 | WR 1 – Warriors Realm 1                       | 3 de setembro de 2004   | 2     |       |       |                                   |
| Derrota   | 5–7–1  | Sanae Kikuta     | Decisão (unânime)                         | Pancrase – 10th Anniversary Show              | 31 de agosto de 2003    | 3     | 5:00  |       |                                   |
| Vitória   | 5–6–1  | Agosto Wallen    | Finalização (chave de braço)              | FE 3 – Fighter Extreme 3                      | 2 de maio de 2003       | 1     | 5:36  |       |                                   |
| Derrota   | 4–6–1  | Renato Sobral    | Decisão (unânime)                         | UFC 38: Brawl at the Hall                     | 13 de julho de 2002     | 3     | 5:00  |       |                                   |
| Derrota   | 4–5–1  | Evan Tanner      | TKO (Corte)                               | UFC 36: Worlds Collide                        | 22 de março de 2002     | 1     | 2:06  |       |                                   |
| Derrota   | 4–4–1  | Tito Ortiz       | TKO (socos e cotoveladas)                 | UFC 32: Showdown in the Meadowlands           | 29 de junho de 2001     | 1     | 3:32  |       | Pelo Cinturão Meio Pesado do UFC. |
| Vitória   | 4–3–1  | Jeremy Horn      | Finalização (chave de braço no triângulo) | UFC 30: Battle on the Boardwalk               | 23 de fevereiro de 2001 | 1     | 2:59  |       |                                   |
| Derrota   | 3–3–1  | Frank Shamrock   | Decisão                                   | K-1 Grand Prix 2000 Final                     | 12 de dezembro de 2000  | 5     | 3:00  |       |                                   |
| Empate    | 3–2–1  | Dave Beneteau    | Empate                                    | UCC 1 – The New Beginning                     | 2 de junho de 2000      | 2     | 10:00 |       |                                   |
| Derrota   | 3–2    | Al Reynish       | Finalização (Retirement)                  | Rings Australia – NR2                         | 13 de setembro de 1998  | 1     | 7:52  |       |                                   |
| Vitória   | 3–1    | Daniel Bond      | TKO                                       | AVT – Australia Vale Tudo                     | 16 de novembro de 1997  | 1     |       |       |                                   |
| Vitória   | 2–1    | Kevin McConachie | TKO                                       | AVT – Australia Vale Tudo                     | 16 de novembro de 1997  | 1     |       |       |                                   |
| Derrota   | 1–1    | Chris Haseman    | Finalização                               | Caged Combat 1 – Australian Ultimate Fighting | 22 de março de 1997     | 1     | 2:47  |       |                                   |
| Vitória   | 1–0    | Matt Rocca       | Finalização (desistÊncia devido a golpes) | Caged Combat 1 – Australian Ultimate Fighting | 22 de março de 1997     | 1     | 0:41  |       |                                   |